# Björnlunda församling
Björnlunda församling var en församling i Strängnäs stift och i Gnesta kommun i Södermanlands län. Församlingen uppgick 2006 i Daga församling. 

## Administrativ historik
Församlingen har medeltida ursprung och utgjorde till 1962 ett eget pastorat. Den var från 1962 till 2006 annexförsamling i pastoratet Gryt, Björnlunda och Gåsinge-Dillnäs. Församlingen uppgick 2006 i Daga församling.

## Kyrkor
- Björnlunda kyrka

## Series pastorum
- Hemmingius
- Canutus Jonas 1587.
- Johannes
- Petrus Andrea
- Ericus Laurentii 1620-1621 ca.
- Petrus Pauli Girs död 1639.
- Stigelius Magni Schillerus död 1649.
- Andreas Olai Campanius död 1649.
- Jonas Petri Ljung 1688-1712.
- Isaac Svenonius Wetter 1713-1729.
- Andreas Kristian Årman 1731-1756.
- Petrus Leufstedt 1758-1792.
- Anders Årman d.y 1793-1804.
- Carl Gezelius 1806-1812.
- Jonas Jonsson 1815-1835.
- Lars August Thavenius 1837-1851.
- Johan Erik Petri 1852-1854.
- Adolf Rutger Aulin 1855-1864.
- Carl Johan Nykvist 1866-1891.
- Henning Wendell 1892-1914.
- Carl Johan Askling 1915-1931.
- Carl Eric Robert Lundberg 1932-1961.
- Bertil Emmanuel Edström 1962-1969.
- Bengt Janne Hjalmar Nilsson 1969-1977.
- Per Gunnar Wahlström 1978-1988.
- Mikael Gustav Fredrik Schmidt 1989-1997.
- Lena Maria Granström 1998-2000.
- Gert Esse Tomas Olsson 2001-2004.
- Sven Peter Wingren' 2005-.